# Merlion
Merlion (česky Mořský lev) je národní ikonou a symbolem městského státu Singapur, ležícího v Asii.
Tento symbol představuje mytické imaginární zvíře s hlavou lva a tělem ryby. Označení vzniklo spojením slov "mer" znamenající moře a "lion" neboli lev. Rybí tělo představuje rybářskou vesnici z níž Singapore vznikl, tehdy se ještě jmenovala Temasek (původně z jávanštiny) a hlava lva reprezentuje originální název Singapuru – Singapura znamenající Město lvů. Podobu symbolu vytvořil Fraser Brunner.

## Socha

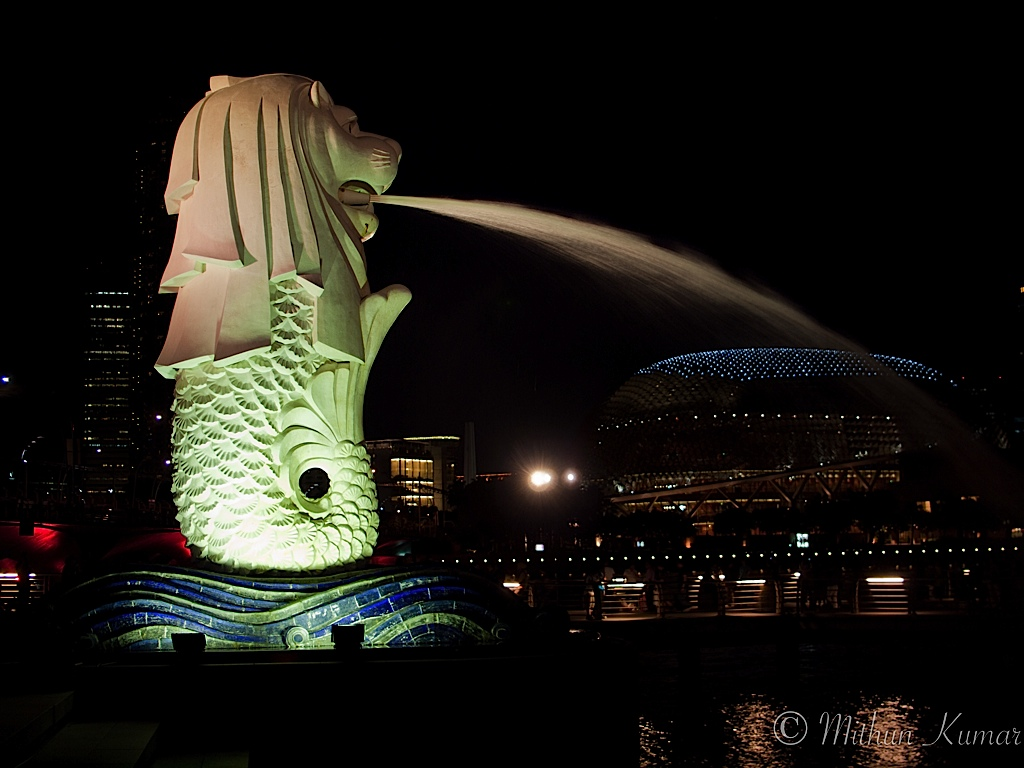
Symbol Singapuru v noci

Kromě toho, že je symbol Singapuru, se také nachází na mnoha suvenýrech a na ostrově několik jeho soch. Nejznámější sochou je The Merlion Statue nacházející se v parku Merlion, poblíž Marina Bay, která je 8,6 m vysoká a její hmotnost dosahuje přes 40 tun, z této sochy lva tryská voda, čímž se toto místo stává turistickou atrakcí. Postavena je převážné z betonu a na povrchu je pokryta porcelánovými destičkami. Autor sochy je místní sochař Lim Nang Seng. Socha byla odhalena 15. září 1972.

## Poškození bleskem
V sobotu 28. února 2009, zasáhl blesk, který poničil hlavu sochy. Oprava proběhla rychle, již v březnu byla socha opravena. Po průzkumu se ukázalo, že nehoda vznikla kvůli nedostatečné bleskové ochraně sochy.

## Ostatní sochy
V Singapuru se nacházejí další podobné sochy, které jsou na Mount Fabe, nebo na ostrově Sentosa. Sochy se nachází i mimo město a stát, zejména v zemích, kde žijí singapurští občané žijících v zahraničí, například v Japonsku, Číně či Spojených státech amerických.